# Ludovic Demény
Ludovic Demény (n. 22 octombrie 1926, Filpișu Mic, Mureș – d. 19 noiembrie 2010, București) a fost un istoric maghiar din România, senator în legislatura 1990-1992 ales în județul Bihor din partea UDMR. În cadrul activității sale parlamentare, Ludovic Demény fost membru în grupurile parlamentare de prietenie cu Regatul Thailandei, Statul Israel și Republica Federală Germania.
În anul 1995 a fost ales membru corespondent al Academiei Ungare de Științe.

## Viața și activitatea
În anul 1956 s‐a stabilit în București. Timp de mai multe decenii a fost șef de secție la Institutul de Istorie „Nicolae Iorga”. După 1970, împreună cu József Pataki, s-a implicat în redactarea unei noi serii din lucrarea de mare anvergură intitulată „Diplomatariu secuiesc” (A székely oklevéltára), din care au apărut două volume până în 1990 (în 1983 și 1985).
Ludovic Demény a publicat textele înțelegerilor dintre răsculați și nobili de la Răscoala de la Bobâlna (1437). În domeniul său de cercetare s-a aflat și istoria secuilor.

## Premii
În anul 1978 a fost distins cu premiul Nicolae Bălcescu al Academiei Române.

## Publicații
- Az 1437-38-as bábolnai népi felkelés, 1960;
- Introducerea nonei în Transilvania, în: Studii, XIII, 1960, nr. 5, p. 179-190;
- Răscoala seimenilor sau răscoala populară?, 1968;
- La typographie cyrillique de Sibiu au milieu de XVIe siècle, în: Keith Hitchins (ed.), Rumanian Studies, Leiden, 1970;
- Relațiile politice ale Angliei cu Moldova, Țara Românească și Transilvania în secolele XVI-XVIII (împreună cu Paul Cernovodeanu), 1974;
- Székely felkelések a XVI. század második felében, 1976;
- A székelyek és Mihály vajda. 1593-1601 [Secuii și Mihai Vodă], 1977;
- Paraszttábor Bábolnán, 1977;
- Carte, tipar și societate la români în secolul al XVI-lea (împreună cu Lídia Demény), 1986;
- Parasztfelkelés Erdélyben 1437-1438, 1987.